# Lahti L-35
Лахті L-35 (фін. Lahti L-35) — фінський пістолет, розроблений майстром—зброярем Аїмо Лахті та серійно виготовлявся з 1935 по 1952 роки. Було виготовлено чотири серії пістолетів, загалом близько 9 тис. штук. Виробництво розпочалося на підприємствах фірми VKT.
У конструкції L-35 було передбачено елементи для покращення роботи в умовах холодного клімату.
Пістолет використовувався фінською армією під час Зимової війни та Війни Продовження і був офіційною табельною зброєю до 1980х років, коли його змінили на FN HP-DA.

## Варіанти
- Пістоль m/40 — спрощена версія L-35 виготовлялась за ліцензією у Швеції та використовувалась її збройними силами з 1940і. Ця модифікація неофіційно відома як «Husqvarna m/40» (за назвою компанії-виробника, Husqvarna). Загалом за період 1940—1946 було виготовлено близько 100 тис. зразків цієї моделі. Через невисоку якість використовуваної при виготовленні m/40 сталі та використання з 1960х років набою SMG 9mm (m/39B), затвори цих пістолетів почали масово виходити з ладу у 1980х роках. До служби було тимчасово повернуто стару модель FN Model 1903 (Пістолет m/07), а тим часом проведено переозброєння шведської армії на Glock 17 (Pistol 88) та повітряних сил на Glock 19 (Pistol 88B).

## Країни експлуатанти
- Фінляндія
- Швеція: 50 од. поставлені ВПС Швеції у грудні 1940[1].
- Швейцарія:10 — літо 1943.
- Ізраїль: 600 Пістоль m/40 поставлені із Швеції в 1950—1951[2].